# Casumer Bach
Der Casumer Bach ist ein rund 7,2 km langer, rechter Nebenfluss der Hessel im Kreis Gütersloh (Nordrhein-Westfalen). Er mündet östlich der Siedlung Siedinghausen, die zum Versmolder Ortsteil Bockhorst gehört, in die Hessel.

## Orte am Bachlauf
- Berghausen
- Oldendorf
- Casum